# Santa Cruz del Comercio
Santa Cruz del Comercio é um município da Espanha na província de Granada, de área 17 km² com população de 557 habitantes (2007) e densidade populacional de 30,43 hab/km².

## Demografia
| Variação demográfica do município entre 1991 e 2004 | Variação demográfica do município entre 1991 e 2004 | Variação demográfica do município entre 1991 e 2004 | Variação demográfica do município entre 1991 e 2004 |
| --------------------------------------------------- | --------------------------------------------------- | --------------------------------------------------- | --------------------------------------------------- |
| 1991                                                | 1996                                                | 2001                                                | 2004                                                |
| 596                                                 | 560                                                 | 537                                                 |                                                     |